# Bulbophyllum johannulii
Bulbophyllum johannulii là một loài phong lan thuộc chi Bulbophyllum.